# Hajime Ishii
Hajime Ishii (石井 肇 Ishii Hajime?), född 26 maj 1959 i Kanagawa prefektur, är en japansk före detta fotbollsspelare och tränare.
Ishii började sin karriär 1982 i Nissan Motors. Med Nissan Motors vann han japanska cupen 1983 och 1985. 1988 flyttade han till Otsuka Pharmaceutical. Han avslutade karriären 1991.
Ishii har efter den aktiva karriären verkat som tränare och har tränat J1 League-klubbar, Consadole Sapporo och Vegalta Sendai.